# Lipman Bers
Lipman Bers (Riga, 22 mei 1914 - New Rochelle, 29 oktober 1993) was een Amerikaans wiskundige die werkte aan Riemann-oppervlakken.
Bers werd in Letland geboren. In 1938 behaalde hij zijn doctoraat aan de Universiteit van Praag. Hij promoveerde bij Charles Loewner. Hij werkte achtereenvolgens van 1945-1951 aan de Universiteit van Syracuse, van 1951 tot 1964 aan de Universiteit van New York en van 1964 tot 1982 aan de Columbia-universiteit. Hij was een lid van de Amerikaans academie van kunst en wetenschappen, de Finse Academie van Wetenschappen en de American Philosophical Society. Van 1963-65 was hij vicepresident en van (1975-77) president van de American Mathematical Society. In 1975 ontving hij de Leroy P. Steele Prize voor uitleg van de wiskunde (en: exposition).